# Etah (plaats in Groenland)
Etah is een verlaten nederzetting in het noorden van Groenland. Het voormalige dorp ligt aan het Foulkfjord bij Reindeer Point. Het was een basiskamp voor verschillende poolexpedities. Het is tevens het punt waarop de laatste Inuit die vanaf Baffineiland naar Groenland emigreerden in 1865 de kust bereikten.